# Comté de Lofa
Le comté de Lofa est l’un des 15 comtés du Liberia. Sa capitale est Voinjama.

## Géographie
Le comté est situé au nord-ouest du pays et possède une frontière avec la Guinée et le Sierra Leone. Il abrite le mont Wuteve, qui est la plus haute montagne du pays. 

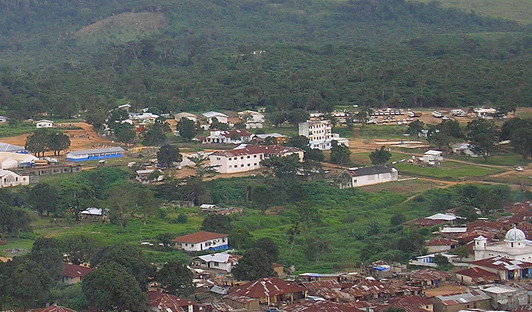
Une vue de Voinjama

## Historique
En 1999 et en 2000, beaucoup d’habitants prirent la fuite à cause des ravages de la deuxième guerre civile libérienne.
En 2001, le comté perd une partie de son territoire au sud, au profit de la création du comté de Gbarpolu.

## Districts
Le comté est divisé en 6 districts :
- District de Foya
- District de Kolahun
- District de Salayea
- District de Vahun
- District de Voinjama
- District de Zorzor

## Sources
- (format Microsoft Word, en anglais)